# Robert Holdstock

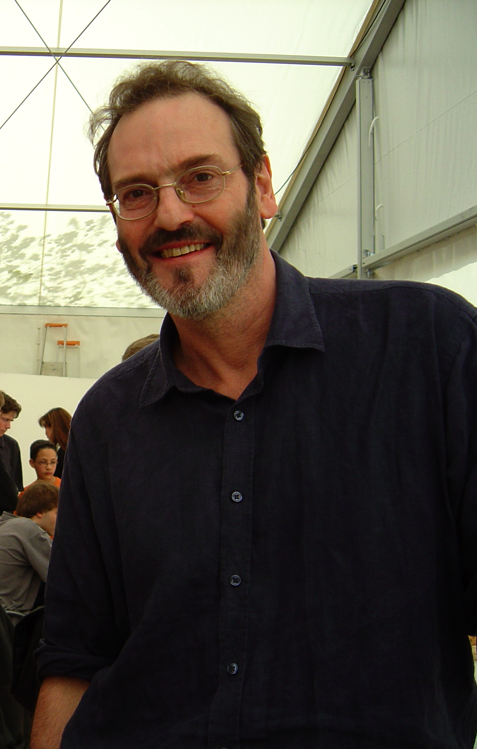
Robert Holdstock în 2004

Robert Holdstock (n. 2 august 1948 – 29 noiembrie 2009) este un romancier englez și autor de science-fiction.